# Лью Лендерс
Лью Лендерс (при народженні носив ім'я Луї Фрідландер, 2 січня 1901 — 16 грудня 1962) — незалежний американський режисер кіно і телебачення, один із творців класичної стилістики фільмів жахів 1930-40 років.

## Біографія
Луї Фрідландер народився у Нью-Йорку, де розпочав свою кар'єру в кіно як актор під ім'ям Лью Лендерс. У 1914 році він з'явився в двох картинах, що запам'ятовуються: драмі Д. У. Гріффіта «Втеча» і короткометражної комедії — «Дві шпильки проти Глена Уайта», під ім'ям при народження.
Почав знімати фільми в 1930-х роках, одним з перших став відомий трилер за участі Бориса Карлоффа та Бели Лугоші «Ворон» (1935). Випустивши ще кілька картин, він змінив своє ім'я на Лью Лендерс і продовжив створювати фільми (всього понад 100) у різних жанрах, у тому числі вестерни, комедіях і фільмах жахів. Протягом своєї кар'єри він працював у кожній великій кіностудії Холівуду, а також у багатьох другорядних. У 1950-х роках він почав чергувати свою роботу над фільмами з режисурою серіалів (зокрема зняв два епізоди «Пригод Супермена», які були зняті на чорно-білу плівку протягом тижня).
16 грудня 1962 року Ландерс помер від серцевого нападу. Його могила знаходиться в каплиці фортеці Пайнс.